# 통합바디제어기
통합바디제어기(영어: Integrated Body Unit, IBU)는 바디제어모듈, 스마트키, 타이어 공기압 경보장치, 주차보조 총 4개의 전자제어장치를 하나로 통합한 부품이다.

## 상세
2013년, 현대모비스는 통합바디제어기에 대한 개발을 시작했으며, 양산 개발 과정을 거쳐 2017년 3월부터 양산에 돌입했다. 시스템 통합을 통해 무게, 크기, 원가에 대한 부담을 줄였으며, 전자파에 의한 다른 기기와 간섭이나 오류를 최소화하여 시스템 제어 속도를 향상시켰다.

## 같이 보기
- 스마트폰
- 타이어
- 첨단 운전자 보조 시스템